# Básně v řeči vázané

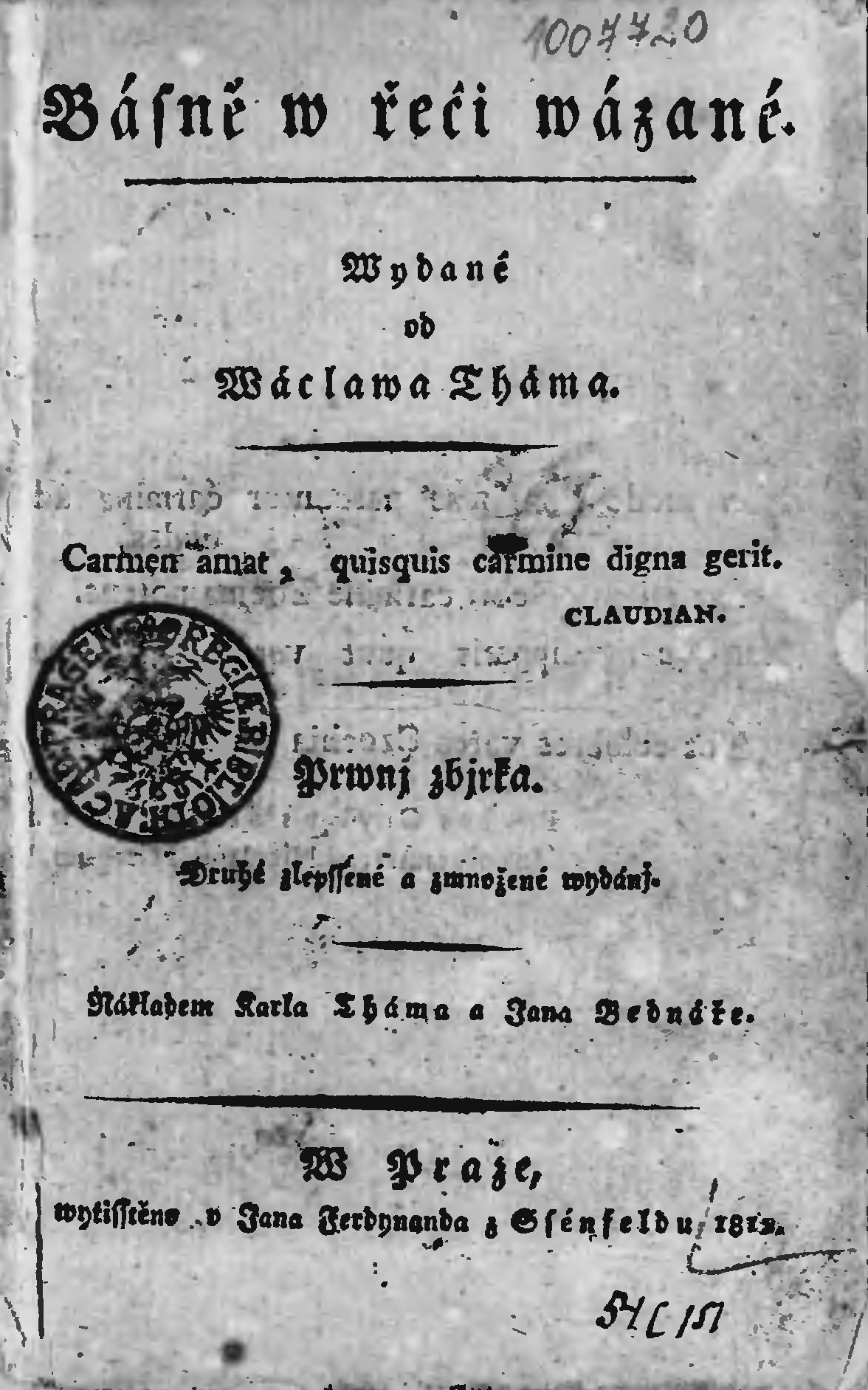
Václav Thám: Básně v řeči vázané (vydání 1812)

Básně v řeči vázané je dvoudílný almanach Václava Tháma, pocházející z 1. fáze národního obrození, konkrétně z roku 1785. Čeští básníci se zde pokoušeli vzkřísit jazyk a dát mu nový směr.
Byla sem zařazena novější díla především pijácké poezie (anakreontika), ale také ukázky starších básníků českých (např. Šimon Lomnický) a překlady či přebásnění děl zahraničních autorů (mj. antické poezie, německé dvorské poezie). 
Zahrnuty jsou zde především konvenční básnické útvary psané sylabickým nebo časoměrným veršem, pro které je příznačná jazyková neumělost. 
Thám v úvodu vysvětluje, že tento almanach vydal proto, „...aby pozůstalé ještě zlomky našich českých zpěvořečníků v známost uvedl; pak aby ukázal, že se v naší mateřské řeči, na způsob jiných jazyků, všecko básniti i zpívati může; posléz aby čtenáře své s mnohými, jenž všelikou snažností jak o rozšíření jazyka českého, tak i o vzdělání v něm ozdobnější české zpěvořečnosti se přičínění, seznámil“.